# Łoboda nadbrzeżna
Łoboda nadbrzeżna (Atriplex littoralis L.) – gatunek rośliny jednorocznej w różnych systemach klasyfikacyjnych włączany do rodziny komosowatych lub szarłatowatych. Rośnie dziko w niemal całej Europie, w północnej Afryce, w Azji zachodniej i na Dalekim Wschodzie. Jako gatunek introdukowany obecny jest w południowej Afryce i Ameryce Południowej. W Polsce występuje głównie u ujścia Odry, nad Zatoką Pucką i Zatoką Gdańską.

## Morfologia

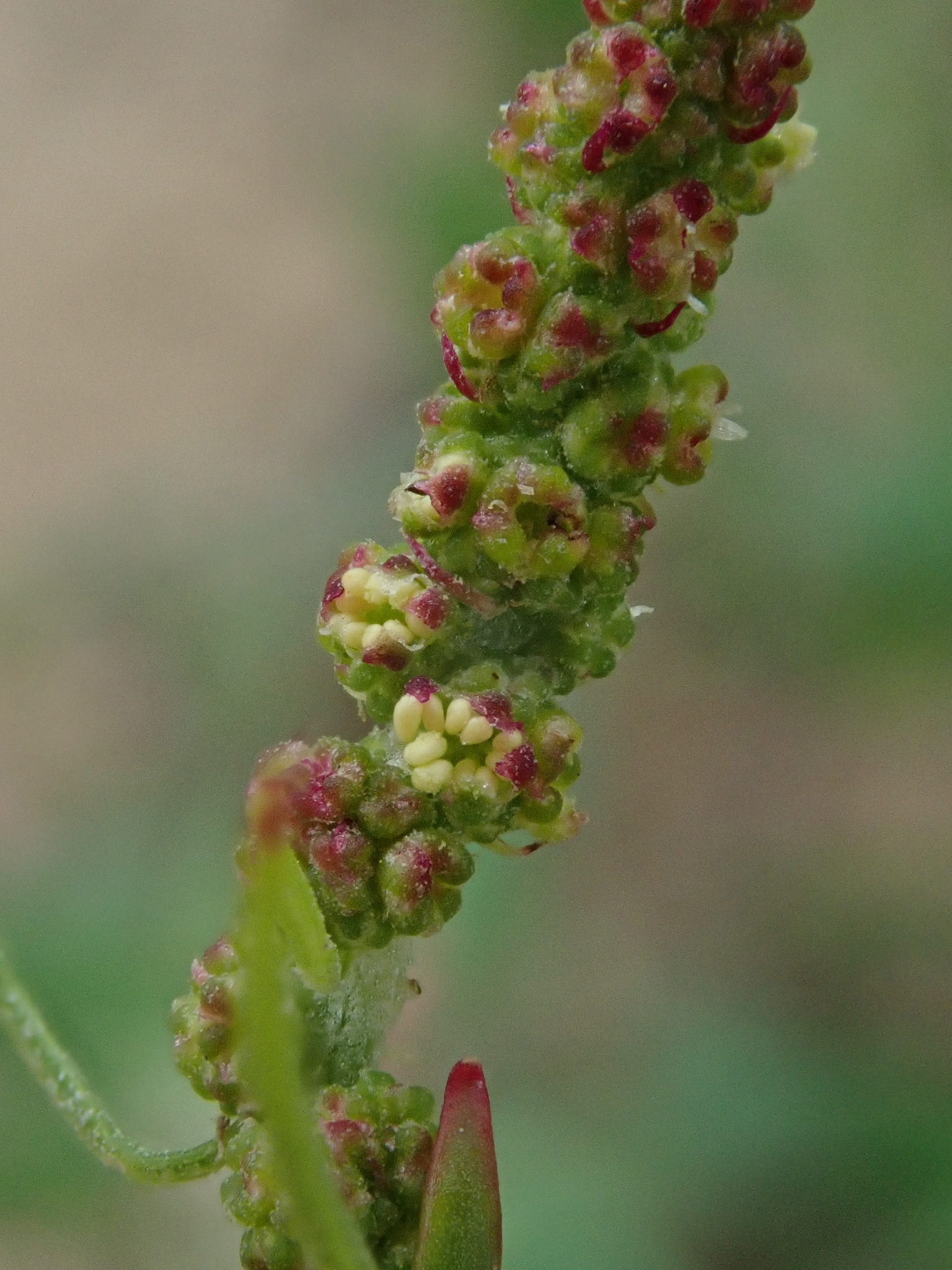
Kwiatostan

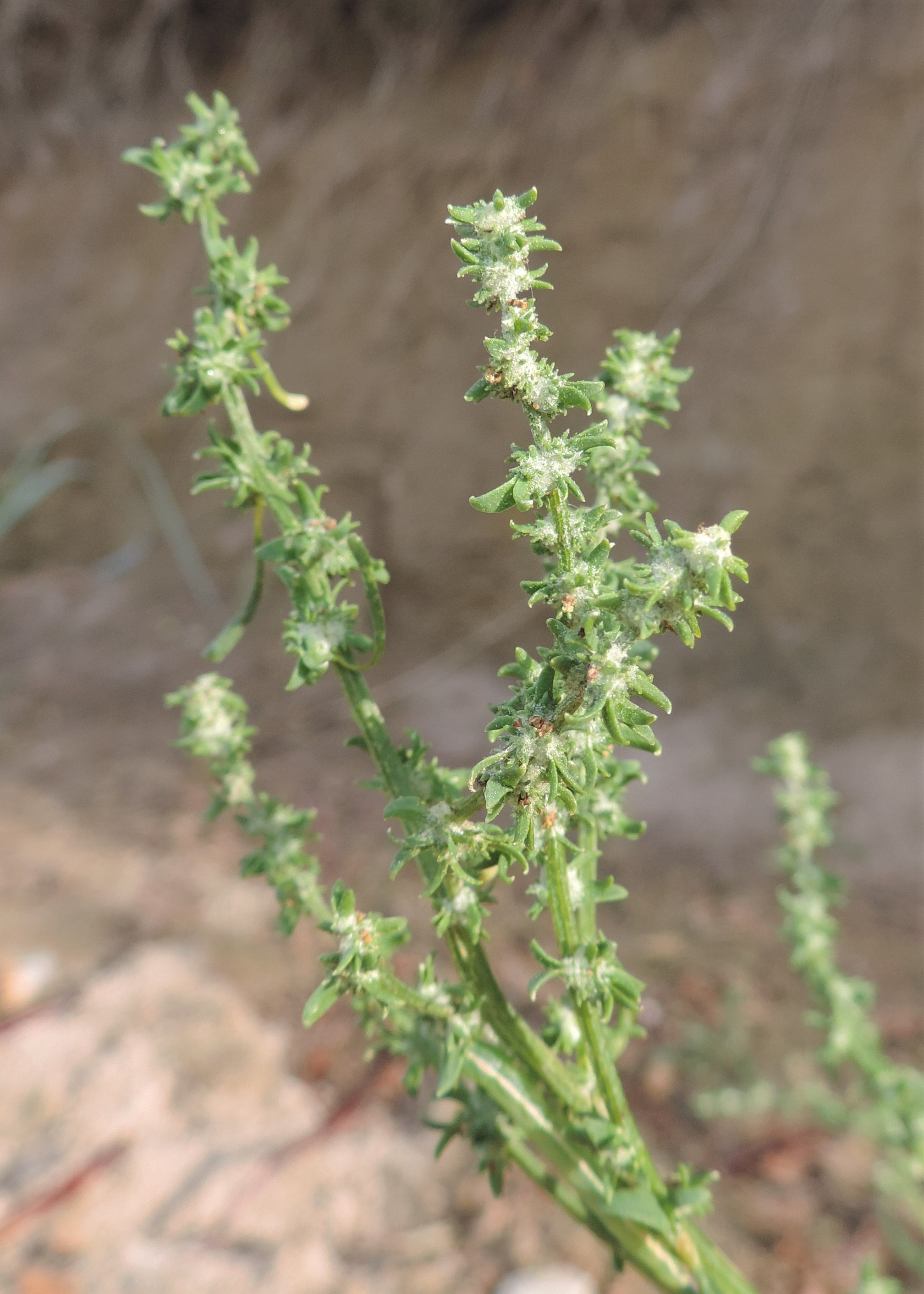
Owoce

ŁodygaDo 60 cm wysokości.
LiścieRównowąskolancetowate, na krótkich ogonkach.
KwiatyZebrane w kłębiki, te z kolei zebrane w kłosy. Podkwiatki trójkątne.

## Ekologia
Występuje przede wszystkim na wybrzeżu morskim w miejscu odkładania się kidziny. Halofit, nitrofil. W klasyfikacji zbiorowisk roślinnych gatunek charakterystyczny dla All. Atriplicion litoralis. Tworzy zbiorowiska określane jako Atriplicetum littoralis. Liczba chromosomów 2n = 18.

## Zagrożenia i ochrona
Kategorie zagrożenia gatunku:
- Kategoria zagrożenia w Polsce według Czerwonej listy roślin i grzybów Polski (2006)[9]: E (wymierający, krytycznie zagrożony); 2016: CR (krytycznie zagrożony)[10]
- Kategoria zagrożenia w Polsce według Polskiej czerwonej księgi roślin (2001): EN (endangered, zagrożony); 2014: CR (krytycznie zagrożony)[11]